# Different Stages
Different Stages is het vierde livealbum van Rush, uitgebracht in 1998 door Anthem Records en Atlantic Records. Er werd materiaal gebruikt vanop optredens uit 1978 (Hammersmith Odeon, Londen), 1994 (tijdens de Counterparts-tournee) en 1997 (Test for Echo-tournee). Daarnaast werd er ook nog gebruikgemaakt van materiaal opgenomen tijdens de A Farewell to Kings-tournee.
Het album werd opgedragen aan Neil Pearts overleden dochter en vrouw.

## Nummers

### Cd 1
1. Dreamline – 5:34
2. Limelight – 4:32
3. Driven – 5:16
4. Bravado – 6:23
5. Animate – 6:29
6. Show Don't Tell – 5:29
7. The Trees – 5:28
8. Nobody's Hero – 5:01
9. Closer to the Heart – 5:13
10. 2112 – 21:24

### Cd 2
1. Test for Echo – 6:15
2. The Analog Kid – 5:14
3. Freewill – 5:36
4. Roll The Bones – 5:58
5. Stick It Out – 4:42
6. Resist – 4:27
7. Leave That Thing Alone – 4:46
8. The Rhythm Method (drum solo) – 8:19
9. Natural Science – 8:05
10. The Spirit of Radio – 4:47
11. Tom Sawyer – 5:18
12. YYZ – 5:25

### Cd 3
1. Bastille Day – 5:07
2. By-Tor & The Snow Dog – 4:59
3. Xanadu – 12:32
4. A Farewell to Kings – 5:53
5. Something for Nothing – 4:01
6. Cygnus X-1 – 10:23
7. Anthem – 4:47
8. Working Man – 4:00
9. Fly by Night – 2:04
10. In the Mood – 3:34
11. Cinderella Man – 5:09

## Artiesten
- Geddy Lee - zang, bas
- Alex Lifeson - gitaar
- Neil Peart - drums